# Vela draga
Vela draga (tudi Vranjska draga) je kanjon in naravni spomenik na severozahodnem podnožju Učke v Istri. Je med najlepšimi in edinstvenimi geomorfološkimi značilnostmi na Hrvaškem. Nastala je zaradi delovanja vode v apnenčasti kamnini. Je del Naravnega parka Učka. Znana je tudi kot plezališče.  

## Opis
Kanjonska dolina je dolga okoli 3500 metrov pretežno v smeri vzhod-zahod. Začne se v bližini vhoda v predor Učka z istrske strani, na 600 m nadmorske višine. Zaključek kanjona je pri Boljunskem polju na nadmorski višini 153 m. Zgornji del je širok 450 m, na najožjem delu ima širino 150 m. Preko kanjona teče železniška proga Lupoglav - Štalije (zaprta za promet od 26. decembra 2009).
Padavine z obronkov Učke se zbirajo v hudourne potoke od katerih nekateri končajo v Veli dragi na njenem najvzhodnejšem delu, kjer so robovi navpično odrezani. Zbrana voda pada v prepad skoraj 100 m globoko in tvori najvišji slap v Istri, ki nima niti svojega imena, ker se pojavlja le občasno. Potok nato teče proti Boljunskem polju kjer se združi s potokom Boljunčica.
V Veli dragi so številne koničaste skale in stolpi visoki od 50 do 90 metrov. Pri gradnji predora Učka jih je bilo nekaj uničenih.
Ko je v začetku dvajsetega stoletja po njenih "stolpih" plezal znani alpinist Emilio Comici iz Trsta, je Vela draga postala mesto treningov, in je danes ena od lokacij ljubiteljev prostega plezanja.
Leta 1964 je bil zaščiten kot naravni spomenik, leta 1998 pa razglašen za geomorfološki naravni spomenik.

## Rastlinstvo in živalstvo
Kanjon Vele drage je prekrit z bujno vegetacij, ki ima mestoma značaj pragozda. Vrsta rastlinskega pokrova niha od submediteranskega na robovih kanjona do kontinentalnih gorskih gozdov (bukve in tise) ter rastlinja značilnega za vlažna področja (vrba in topol).
V Veli dragi živijo številne vrste velike in male divjadi ter številne vrste ptic, plazilcev in členonožcev.

## Turistična pot
Skozi kanjon je urejena pot za ogled, ki je opremljena z izobraževalnimi panoji in klopmi.